# Hemiptarsenus calavius
Hemiptarsenus calavius är en stekelart som först beskrevs av Walker 1847.  Hemiptarsenus calavius ingår i släktet Hemiptarsenus och familjen finglanssteklar. Inga underarter finns listade i Catalogue of Life.